# Чоротегин, Тынчтыкбек Кадырмамбетович
Тынчтыкбек Кадырмамбетович Чоротегин (Чороев; род. 28 марта 1959, Он-Арча, Тянь-Шанская область) — киргизский учёный-историк, публицист и журналист, президент Кыргызского общества истории (избран 11 февраля 2012), академик Международной академии Чингиза Айтматова (Кыргызстан, 1994).
Доктор исторических наук (1998), профессор (2002) Кыргызского национального университета имени Жусупа Баласагына.

## Биография
Тынчтыкбек Кадырмамбетович Чоротегин родился 28 марта 1959 года в селе Он-Арча (Эчки-Башы) (ныне — Нарынской области) в семье колхозника. Отец — Кадырмамбет Чороев (1922—1975) был сыном местного богача, Чоро хаджжи, который умер ещё до начала сталинских репрессий (один из потомков Чоро хаджжи, Бекболот, был репрессирован в 1930-х гг.). Мать — Алия Кыдыралы кызы была родом из соседнего села Минг-Булак. Малай, её дед со стороны матери, также был крупным богачом и погиб во время национально-освободительного восстания кыргызов против русского царизма в 1916 г.
Учился в родном селе (1966—1974) и в Нарыне (1974—1976). В 1981 году окончил исторический факультет Киргизского государственного университета (дипломная работа — «Персоязычные источники по истории Кыргызстана XV—XVI веков»); в 1981—1983 годы преподавал там же на кафедре истории древнего мира и средних веков.
В 1983—1985 годы стажировался в Институте востоковедения имени Абу Райхана Беруни АН Узбекской ССР, где также изучил средневековый арабский и современные тюркские языки (тюркский, узбекский, уйгурский и т. д.); в 1985—1988 там же учился в аспирантуре (руководитель — Б. А. Ахмедов [1924—2002]).
В 1989—1991 годы исполнял обязанности заведующего кафедрой истории древнего мира и средних веков, в 1992—1994 — старший преподаватель, доцент, заведующий кафедрой истории стран Азии и Африки Киргизского университета. В 1997 году там же окончил докторантуру.

### Семья
Женат. Первая жена — Нургуль Дыйканалиева (1957—2012) умерла из-за внезапного обширного инсульта. 

Ныне женат на Айшат Токтоназаровне Чороевой (с 2013 г.), лингвиста, кандидата филологических наук.
- Сын Алмаз, дочери — Бегимай[2], Каныкей, Канышай, Айдина.

Имеет внучку.

## Научная деятельность
14 декабря 1988 в Институте востоковедения имени Абу Райхана Беруни АН Узбекской ССР защитил кандидатскую диссертацию («Этнические ситуации в тюркских регионах Центральной Азии середины IX — начала XIII вв. по арабоязычным и персоязычным источникам IX—XIII вв.»).
10 апреля 1998 года в Институте истории Национальной академии наук Кыргызской Республики защитил докторскую диссертацию.
Достижения:
- соавтор новой программы по истории киргизов и Кыргызстана, утверждённой Министерством образования Кыргызской Республики в качестве официальной программы для средних школ (с сентября 1989 года); эта программа остаётся базисной для последующих обновленных программ по обучению истории киргизов и Кыргызстана. История киргизов в ней была впервые представлена как комплексная история народа, этнические истоки которого были связаны не только с нынешним Кыргызстаном, но и с обширными просторами Центральной и Внутренней Азии и Южной Сибири[К 2].
- руководил разработкой альтернативных учебников и монографий по истории Кыргызстана (2012—2017).

Подготовил 2 докторов и 7 кандидатов наук.

## Политическая деятельность
Был одним из активных участников политического движения киргизской молодёжи в 1989—1992 годы:
- участвовал в антикоммунистической демонстрации в феврале 1990;
- руководил организацией публичных дебатов оппозиционных молодых интеллектуалов, студентов и рабочей молодёжи столицы республики с тогдашним высшим руководством республики во главе с Первым секретарем ЦК Компартии Кыргызской ССР А. М. Масалиевым (февраль — март 1990);
- участвовал в организации одной из первых некоммунистических партий — Партии национального возрождения «Асаба» («Стяг»; апрель 1990), в её демонстрациях, в частности, на центральной площади «Ала-Тоо» во Фрунзе;
- был одним из организаторов первого крупного движения демократических сил республики — Демократического движения «Кыргызстан» (ДДК), написал устав ДДК (принят на Учредительной конференции 25-26 мая 1990);
- был одним из участников первой в истории Кыргызстана (октябрь 1990) массовой акции — политической голодовки против тогдашнего руководства во главе с А. М. Масалиевым, организованной ДДК, явившейся частью общей борьбы демократической оппозиции, итогом которой стало избрание первым президентом республики представителя демократического крыла политиков того времени — академика А. А. Акаева.
- был одним из авторов (совместно с Т. Т. Тургуналиевым и другими) альтернативного проекта Конституции постсоветского Кыргызстана, опубликованного в 1992 году на киргизском и русском языках.

## Общественная деятельность
Являлся одним из организаторов и руководителей Ассоциации молодых историков Кыргызстана (с 1989 — заместитель председателя, в 1991—1995 — председатель), первой неправительственной творческой организации молодых историков-реформаторов постсоветского периода.
Председатель правления Общественного фонда «Мурас», президент Международного общественного объединения «Кыргыз Тарых Коому» (2012—2017).

## Журналистика и публицистика. Переводческая деятельность
Стал писать и публиковать юмористические рассказы и репортажи на родном (киргизском) языке ещё со школьной скамьи. Впервые его рассказы были опубликованы республиканским сатирическим журналом на кыргызском языке «Чалкан» («Крапива») в 1984 году. В студенческие годы также продолжал писать статьи, репортажи и публицистические материалы на родном языке, также начал писать и на русском языке.

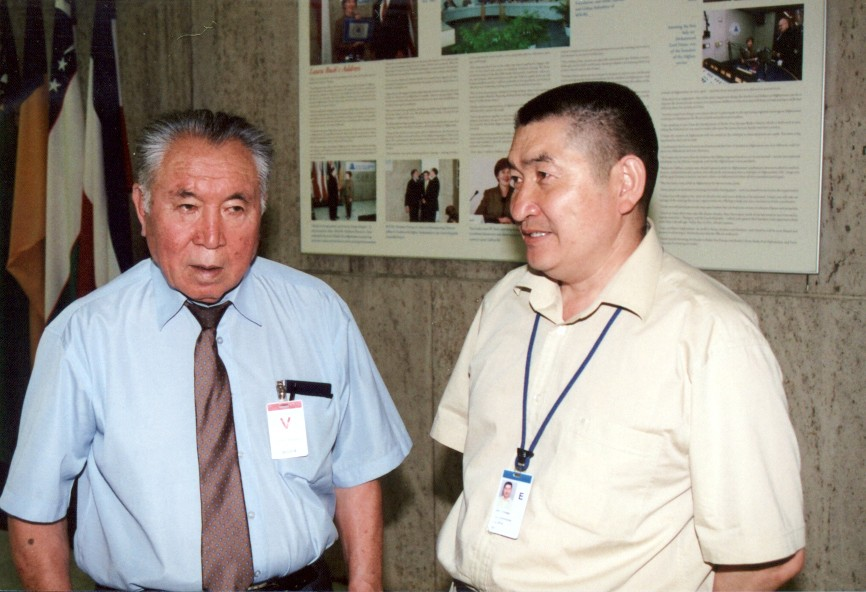
Первый сотрудник и бывший Директор Радио Азаттык, видный киргизский журналист и публицист Азамат Алтай (1920—2006) и его младший коллега Тынчтыкбек Чоротегин (справа) в штаб-квартире Радио Азаттык в г. Праге, Чехия. 6 июня 2003 года

Ещё в студенческие годы время от времени вёл радио-передачи в Кыргызгостелерадио (воскресные культурные программы, и т. д.) в качестве внештатного корреспондента.
С апреля 1991 года стал внештатным корреспондентом и затем руководителем Бишкекского бюро Радио Азаттык (Кыргызской службы Радио Свободная Европа/Радио Свобода). Его пригласил на данную работу тогдашний Директор Радио Азаттык (Кыргызской службы Радио Свободная Европа/ Радио Свобода) Аким Озген.
После краткого перерыва (январь-июль 1995 года), снова стал внештатным корреспондентом и затем руководителем Бишкекского бюро Радио Азаттык (август 2006 г. — март 1998 г.).
В апреле 1998 — июле 2000 года работал продюсером Кыргызской службы Всемирной службы Би-Би-Си (г. Лондон).
С конца июля 2000 г. по 16 августа 2011 г. работал в Пражской штаб-квартире Радио Азаттык (Кыргызской службы Радио Свободная Европа/ Радио Свобода).
С 1 января 2003 г. по 30 сентября 2010 г. являлся директором Кыргызской службы РСЕ/РС.
11 февраля 2012 г. он был избран Президентом международного общественного объединения «Кыргызское Общество Истории» (Бишкек, Кыргызстан).
В настоящее время также работает профессором Кафедры регионоведения и кыргызоведения Кыргызского национального университета имени Жусупа Баласагына (Бишкек).
Он перевел ряд трудов с английского и других языков на кыргызский язык. Так, он перевел монографию Фридриха фон Хайека «Пагубная самонадеянность. Ошибки социализма», краткую версию автобиографии («Моя жизнь») Махатмы Ганди с английского на кыргызский язык.
Он был одним из 3-х переводчиков труда Уильяма Макнейла «О происхождении Западной цивилизации» с английского на кыргызский язык
Также Т.Чоротегин был одним из трех кыргызских переводчиков (наряду с Э.Нурушевым и А.Пазыловым), которые осуществляли перевод книги Маомао о Дэн Сяопине («Мой отец — Дэн Сяопин») с русского на кыргызский язык.

## Избранные труды
- Чоротегин Т. К. Этнические ситуации в тюркских регионах Центральной Азии домонгольского времени: По мусульманским источникам IX—XIII вв. / Науч. ред. Б. А. Ахмедов. — Бишкек: Фонд «Сорос-Кыргызстан», 1995. — 208 с. — 1000 экз.[9]
- Чоротегин Т. К. Махмуд Кашгари Барсканинин «Дивану лугати т-түрк» эмгеги түрк элдеринин тарыхы боюнча көөнөргүс булак: Илимий басылыш (= Труд Махмуда Кашгари Барскани «Дивану лугати т-түрк» — неиссякаемый источник по истории тюркских народов: Научное издание) / Редкол.: К. С. Молдокасымов (төрага), Т. Өмүрбеков, К. С. Молдокасымов. — Бишкек: «Турар» басмасы, 2017. — 376 б., сүрөт, карта. — «Мурас» фонду. [«Тарых жана мурас» түрмөгү]. — «Кыргыз Тарых Коому» эл аралык коомдук бирикмеси. — ISBN 978-9967-15-701-9.
- Чоротегин Т. К. Махмуд Кашгари (Барскани) жана анын «Дивану лугати-т-турк» сөз жыйнагы: (1072—1077) / Жооптуу ред. Ө.Караев. — Бишкек: Кыргызстан, 1997. — 169 бет, сүрөт, карта. — ISBN 5-655-01222-7 (Махмуд Кашгари (Барскани) и его словарь «Дивану лугати-т-турк» (1072—1077) / Ответственный редактор О.Караев).
- Чоротегин Т. К. Очерки истории кыргызов и Кыргызстана: (С древнейших времен до конца XVIII века) // Кыргызы. — Т. 11: Источники, история, этнография, культура, фольклор / Сост.: К.Жусупов, К.Иманалиев; ред.: Т.Асанов, Р.Жолдошов. — Бишкек: Бийиктик, 2011. — С. 157—195. — ISBN 978-9967-13-792-9
- Чоротегин Т. К. Краткий курс по изучению арабской графики современных кыргызов КНР: Учеб. пособие для студентов-историков Архивная копия от 14 февраля 2021 на Wayback Machine / Отв. ред. проф. Т. Н. Омурбеков. — Бишкек: Кырнацуниверситет, 2002. — 22 с. — ISBN 9967-403-49-7.
- Чоротегин Т. К. Учебники по истории кыргызов и Кыргызстана для 6-8 классов средних школ. — Бишкек, 1996—2009. (в нескольких изданиях; в соавторстве с профессором Т. Н. Омурбековым).
- Омурбеков Т. Н., Чоротегин Т. К. История Кыргызстана (XIX в.). 8 класс: Учебник для общеобразоват. орг. с рус. яз. обучения / Отв.ред. к.и.н. К. С. Молдокасымов. — 2-е изд., исправ., доп. — Б.: Arcus, 2020. — 176 с., ил., карты. — ISBN 978-9967-31-203-6.
- Чоротегин Т. К., Молдокасымов К. С. Кыргыздардын жана Кыргызстандын кыскача тарыхы: (Байыркы замандан тартып бүгүнкү күнгө чейин): Тарыхты окуп үйрөнүүчүлөр үчүн. — Бишкек, 2000. — 160 с. — ISBN 9967-00-001-5 (Краткая история кыргызов и Кыргызстана).
- Өмүрбеков Т. Н., Чоротегин Т. К. Кыргыздардын жана Кыргызстандын жаңы доордогу тарыхы: (XVII—XX кк. башы): Орто мектептердин окуучулары үчүн кошумча сынак окуу куралы / Жооптуу редакторлору К.Үсөнбаев, А.Асанканов. — Бишкек: «Кыргызстан» басмасы, 1995. — 187 б. — ISBN 5-655-01032-1.
- Чоротегин Т., Осмонов Ө., Өмүрбеков Т., Нурунбетов Б. Байыркы дүйнө тарыхы: Орто мектептин 6-классы үчүн окуу китеби. — Бишкек: «Шам» басмасы, 2005. — 256 б., карталар. — ISBN 9967-10-228-4.
- Урстанбеков Б. У., Чороев Т. К. Кыргыз тарыхы: Кыскача энциклопедиялык сөздүк. — Фрунзе: Кыргыз Совет Энциклопедиясынын Башкы редакциясы. 1990. — 288 бет. — (История Киргизии: Краткий энциклопедический словарь). — ISBN 5-89750-028-2
- Тургуналы Т., Асаналиев К., Керимбаев М., Чоротегин Т. К. Кыргыз Жумуриятынын Конституциясынын долбоору: Альтернативдик долбоор. Проект Конституции Республики Кыргызстан: Альтернативный проект. — Бишкек, 1992.

На кириллице (на разных языках)
- Чороев Т. К. Социальная структура тюркского общества // Летопись тюркской цивилизации. Том 1. Тюркский мир в VI—XII вв. / отв. ред. В. И. Молодин, С. В. Землюков; Министерство науки и высшего образования РФ, Алтайский государственный университет, Научно-образовательный центр Алтаистики и тюркологии «Большой Алтай». — Барнаул: Изд-во Алт. ун-та, 2023. — 480 с. — С. 411—421.
- Чоротегин Т. К. Критический взгляд на проект школьного учебника профессоров Д. К. Кыдырали и Г. Б. Бабаярова «Общая тюркская история» (2022) // Водийнома: (Тарихий мерос): Ижтимоий-тарихий, илмий ва оммабоп журнал. — Андижон, 2022. — № 3 (26). — С. 102—112.[10]
- Чоротегин Т. К. «Манас» дастаны жана Борбордук Азиядагы көөнө жазма маданият // Тил, адабият жана искусство маселелери: Илимий журнал. — № 1. Атайын чыгарылыш. «Манастан» Чыңгыз Айтматовго карай: Проблемалар жана көз караштар: Эл аралык илимий-практикалык конференциянын материалдары: (Бишкек, 15-январь, 2016). — Бишкек, 2016. — Б. 3-8. — Кыргыз Республикасынын Улуттук илимдер академиясы. Гуманитардык жана экономикалык илимдер бөлүмү. Ч.Айтматов атындагы Тил жана адабият институту. — ISSN 1694-6316.
- Чоротегин Т. К. Историография пост-советского Кыргызстана // Түрк Евразиясындагы жалпылык жана өзгөчөлүк: Түрктөрдүн заманбап жалпы жана чөлкөмдүк тарыхынын методологиясынын көйгөйлөрү: Эл аралык илимий-тажрыйбалык жыйындын материалдары жана башка макалалар / Жооптуу ред. Т. К. Чоротегин. — Бишкек: MaxPrint, 2015. — С. 287—304. — ISBN 978-9967-12-525-5.
- Чоротегин Т. К. Жусуп Мамайдын жылдыздык нуру // Жусуп Мамай: Заманыбыздын залкар манасчысы: Кытайлык залкар кыргыз манасчысы Жусуп Мамайдын чыгармачылыгына арналган илимий баяндамалардын жана макалалардын топтому / Редколлегия: Т. К. Чоротегин (төрага), А. Эркебаев, ж.б. — Бишкек: Maxprint, 2014. — 272 + XII б., сүрөт. — «Мурас» коомдук фонду. — [«Тарых жана мурас» түрмөгү.]. — ISBN 978-9967-12-394-6. — Б. 7-10.
- Чоротегин Т. К. Тагдырлаш коңшубуз — Кытай (Сапар жыйынтыгы) // Шанхай КызматташтыкУюмунун өнүгүү тарыхынын маселелерин комплекстүү изилдөө: ЖОЖ студенттери үчүн кошумча окуу куралы. — Бишкек: MaxPrint, 2014. — 124 б. , сүрөт. — ISBN 978-9967-02-990-2. — Б. 100—119.
- Чороев Т. Махмуд Кашгаpи жана анын «Түpкий тилдеp сөз жыйнагы» // Ала-Тоо. — 1988. — № 4. — Б. 112—125. (Ушул эле макала: Кыpгыздаp / Түзгөн Кеңеш Жусупов. — Бишкек, 1991. — Т.2. — Б. 428—459).
- Чоротегин Т. К. Профессор Өмүркул Караевдин байсалдуу жолу // Ала-Тоо. — Кыргыз жазуучуларынын ай сайын чыга турган адабий журналы. — Бишкек: Турар, 2015. — № 12. — Б. 98-105. — ISSN 1694-6383.
- Чоротегин Т. К. Об истоках кыргызской государственности // Эхо событий. — 1995. — 27 января — 2 февраля. — С. 2.
- Чоротегин Т. Тенгиp-Тоо (Пpитяньшанье) как pегион этногенезиса кыpгызского наpода // Кыpгызы: Этногенетич. и этнокульт. пpоцессы в дpевности и сpедневековье в Центpальной Азии: Матеp. Междунаp. науч. конф., посвящ. 1000-летию эпоса «Манас». 22—24 сент. 1994 г., г. Бишкек. — Бишкек: Кыpгызстан, 1996. — С. 204—209.
- Чоротегин Т. К. Мемлүктөр доорундагы Алдыңкы Азия менен Түндүк Африкадагы түрк таануу жөнүндө // Билим жана тарбия. — Кыргыз-Кувейт университетинин илимий-педагогикалык журналы. — Бишкек. — 2003. — № 1. — Б. 50-52. — ISBN 9967-21-497-9.
- Чороев Т. О роли арабографических источников в изучении этнической истории тюркских народов Центральной Азии IX — начала XIII вв. // Из истории и археологии древнего Тянь-Шаня / Отв. ред. К. И. Ташбаева, Д. Ф. Винник. — Бишкек: Илим, 1995. — 210—217.
- Чоротегин (Чороев) Т. К. Вклад ученых немецкого происхождения в кыргызоведение Архивная копия от 14 января 2020 на Wayback Machine // Известия вузов Кыргызстана. — Бишкек: Общественное объединение «Общественная академия ученых Кыргызской Республики», 2016. — № 11-1. — С. 124—127. — ISSN 1694-7681.
- Чороев Т. «Диван лугат ат-туpк» Махмуда Кашгаpи как источник по истоpии тюpкоязычных наpодов Сpедней и Центpальной Азии // Оpиенталистика в Киpгизии / Отв. ред. М. Я. Сушанло. — Фpунзе: Илим, 1987. — С. 12—26.
- Чороев Т. К изучению исторических традиций в местной историографии: (На примере трудов Осмоналы Сыдык уулу) // Исторические чтения: Тезисы докл. и сообщений науч. конф., посвящ. 75-летию член-корр. АН Кирг. ССР проф. Анварбека Хасанова. — Фрунзе: КирГУ, 1989. — С.41-43.
- Чороев Т. Кыргызы в Сибири и просторах Азии // Древние памятники Северной Азии и их охранные раскопки: Сб. науч. трудов. — Новосибирск, 1988. — С. 143—146. (АН СССР; Сибирское отделение; Ин-т истории, филологии и философии).
- Чороев Т. Начало настраивало на открытие или как надо изучать письменную культуру // Комсомолец Киргизии. — 1988. — 14 октября. — С. 5.
- Чоротегин Т. Махмуд ибн Хусейин ал-Кашгаринин «Дивану лугати т-түрк» эмгеги (1072—1077-жж.) Теңир-Тоо жана Ички Азия түрк элдеринин тарыхы боюнча булак катары: Тарых илимдеринин доктору окумуштуулук даражасын алууга талаптанып жазылган дисс. авторефераты. — Бишкек: Кыргыз Респ. УИАсынын Тарых институту, 1998. — 48 б.
- Чороев Т. К. Улуу казна уpпактаpга: Махмуд Кашгаpинин муpасы жөнүндө сөз // Кыpгызстан маданияты. — 1986. — 27-маpт. — Б. 10—11.
- Чоротегин Т. Махмуд Кашгаринин «Диваны» менен «Манастагы» эпостук окуялардын мейкиндиги // «Манас» эпосу жана дүйнө элдеринин эпикалык мурасы: («Манас» эпосунун 1000 жылдыгын майрамдоого карата өткөрүлгөн Эл аралык симпозиумдун тезистери). 27-28-август 1995-ж. — Бишкек: Кыргызстан, 1995. — Б.37.
- Чоротегин Т. Фу-йу кыргыздары // Заман Кыргызстан. — 1997. — 8-август.
- Чоротегин Т. Жазма маданият жана дастан // Кыргыз руху — «Манас»: Адабий изилдөөлөр. табылгалар, эскерүүлөр / Түзгөндөр К.Эдилбаев, Э.Кылычев. — Бишкек, 1995. («Ала Тоо» журналы; Мамл. «Мурас» ишкер долбоору). — Б. 246—249.
- Чоротегин Т. О месте Оша в тюркском мире // Ош 3000 / Сост. и ред. А.Салиев. — Бишкек: Илим, 2000. — С. 41-49.
- Чоротегин Т. Образование и наука: Часть первая // Ош 3000 / Сост. и ред. А.Салиев. — Бишкек: Илим, 2000. — С. 131—138.
- Чороев Т. Зарыктырган эмгек: (Осмоналы Сыдык уулунун эмгеги жөнүндө) // Кыргыздар: Санжыра, тарых, мурас, салт / Түзгөн К.Жусупов. — Бишкек: Кыргызстан, 1991. — 1-китеп. — Б. 61—67.
- Чороев Т. Махмуд Кашгари жана анын «Түркий тилдер сөз жыйнагы» // Ала-Тоо. — 1988. — № 4. — Б. 112—125.
- Чороев Т. Көтөрүлүш улуттукпу, элдикпи? // Кыргызстан маданияты. — 1991. — 2-май.
- Чоротегин Т. Кыргызы в древности // История Кыргызстана и кыргызов. — АКИpress, 2013. — Ч. 1 (24 апр.) Архивная копия от 27 апреля 2018 на Wayback Machine; 2 (Прототип(ы) Алмамбета, 18 июня) Архивная копия от 27 апреля 2018 на Wayback Machine.
- Чороев Т. Кытайлык кыргыз тарыхчысынын чыгармачылыгы: (Анвар Байтурдун «Кыргыз тарыхы лексийаларына» жандырмак) // Кыргыздар: Санжыра, тарых, мурас, салт / Түзгөн Кеңеш Жусупов. — Бишкек: Кыргызстан, 1991. — 1-китеп. — Б. 294—305.
- Чороев Т. К., Урстанбеков Б. У. Основные этапы распространения ислама в Киргизстане в VII—XIV вв. // Вопросы истории материальной и духовной культуры Киргизстана: Сб. науч. ст. / Отв.ред. А. А. Асанканов. — Фрунзе: КирГУ, 1987. — С. 28-44.
- Чоротегин Т. К. Очерки истории кыргызов и Кыргызстана: (С древнейших времен до конца XVIII века) // Кыргызы: 14-ти томник. 11-й том. Источники, история, этнография, культура, фольклор / Составители: Кенеш Жусупов, Каныбек Иманалиев; редакторы Темир Асанов, Рыскул Жолдошов. — Бишкек: Бийиктик, 2011. — С. 157—195. — ISBN 978-9967-13-792-9.
- Урстанбеков Б. У., Чороев Т. К. Киргизская Советская Социалистическая Республика // Ежегодник БСЭ. 1990. — М.: Сов. Энцикл., 1990. — Вып 34. — С. 124—128.
- Чороев Т. Об изучении наследия Юсуфа Баласагуни и Махмуда Кашгари (XI век) // Сб. статей и методич. рекомендаций по истории Киргизской ССР для учителей общеобразовательных школ и проф.-техн. училищ. — Фрунзе. — 1990. — Ч.1. — С. 1-7.
- Чороев Т. О некотоpых споpных названиях Баласагуна X—XII вв. // Ономастика Узбекистана: Матеpиалы научно-теоpетич. конфеpенции, посвященной 70-летию Великой Октябpьской социалистической pеволюции (Гулистан, 27—29 мая 1987 г.). — Ташкент: Ўкитувчи, 1987. — С. 43—44.
- Чороев Т. О роли ассоциации молодых историков в пропаганде исторических знаний среди студентов // Роль учебного науч.-производств. комплекса (УНКП) «Педвуз — школа» в подготовке будущего учителя: (Тез. докл. Респ.науч.-метод. конф., 19-20 апр. 1990 г.) — Фрунзе: КЖПИ, 1990. — Часть1. — С.28-30.
- Чоротегин Т. Парламентская демократия — великий исторический шанс Кыргызстана :  [рус.] // Радио «Азаттык». — 2015. — 27 марта.
- Чоротегин Т. К. Предисловие // Безбородова О. В. Код памяти: Историко-публицистические очерки о многонациональной культуре Кыргызстана. — Б.: Изд. Аркус, 2020. — 108 с. — ISBN 978-9967-9224-4-0. — С. 3—12.
- Чороев Т. Проблема далеко не частная: О реформе алфавита и об открытии востфака в КГУ // Советская Киргизия. — 1988. — 8-сентября.
- Чороев Т. Фрунзеби? Бишкекпи? Жаш тарыхчылар аныкташат // Ленинчил жаш. — 1990. — 30-июнь.
- Чороев Т. Шаакерим жана анын мурасы // Кыргызстан маданияты. — 1990. — 20-декабрь.
- Топонимические данные Махмуда Кашгари (XI в.) и миграция тюрков раннего средневековья // Проблемы истории и культуры народов Средней Азии и стран Зарубежного Востока. — Ташкент: Фан, 1991. — С.107-144.
- Чороев Т. «Та’рих» Мубарак-шаха Мерверруди как источник по истории тюркских народов Средней и Центральной Азии // Гуманитарные науки в Сибири. — Серия филол. — Новосибирск, 1994. — № 4. — С. 75-77.
- Чороев Т. К. (Чоротегин) Тенир-Тоо (Притяньшанье) как регион этногенезиса кыргызского народа // Кыргызы: этногенетические и этнокультурные процессы в древности и средневековье в Центральной Азии: Матер. Междунар. науч. конф., посв. 1000 летию эпоса «Манас» 22-24 сент. 1994 г. — Бишкек: Кыргызстан, 1996. — С. 204—208.
- Чоротегин Т. Тотальный отказ от национальной одежды — путь к манкуртизму и в ряды ИГИЛ :  [рус.] // K-News. — 2016. — 14 июля.
- Чоротегин Т. Цели и действия Радио «Азаттык» в Кыргызстане благородны :  [рус.] // Радио «Азаттык». — 2017. — 29 марта.
- Чоротегин Т. Чэкайэмо на вас Бишкеку! // Нуска. — 1995. — № 3. — Октябрь. — Б. 3. (Об Омельяне Прицаке).
- Чоротегин Т. Эпос, история, заблудший дух Архивная копия от 25 января 2021 на Wayback Machine // Вечерний Бишкек. — 2012. — 15 июня.
- Чороев Т. К. Этнические ситуации в тюркских регионах Центральной Азии середины IX — начала XIII вв. по арабоязычным и персоязычным источникам IX—XIII вв. — Спец. 07.00.03. — Всеобщая история. — Автореф. дисс. … канд. ист. наук. — Ташкент, 1988. — 19 с. (Институт востоковедения АН Узбекистана).
- Чороев Т. К. Этноним «кыpгыз» по данным Махмуда Кашгаpи // Вопpосы этнической истоpии киpгизского наpода / Отв. ред. О. К. Караев, И. Б. Молдобаев. — Фрунзе: Илим, 1989. — С. 113—121.
- Чоротегин (Чороев) Т. К., Алымкожоев О. Дж. Юлий Геккер: Жизнь мыслителя и педагога, оборванная в годы сталинских чисток. // Universum Humanitarium. — № 1 (2021). — Новосибирск. — С. 116—132. — ISSN 2499-9997 (Print) — doi.org/10.25205/2499-9997-2021-1-116-132 — URL: https://univhum.elpub.ru/jour/article/view/33 Архивная копия от 14 июля 2021 на Wayback Machine
- Чоротегин Т. К. Александр Бернштам и не отпразднованный 1100-летний юбилей эпоса «Манас» // Вестник КНУ им. Ж.Баласагына: Гуманитарные науки. — Специальный выпуск: Материалы Международной научно-практической конференции, посвященной 80-летию КНУ им. Ж.Баласагына «ПРЕПОДАВАНИЕ МАНАСОВЕДЕНИЯ В ВУЗАХ КР: ПРОБЛЕМЫ, ПОИСК И РЕШЕНИЕ». Кыргызско-Китайский Институт (7 декабря 2012 г.). Ж.Баласагын атындагы КУУнун 80-жылдык мааракесине арналган «МАНАСТААНУУ» КУРСУНУН КРнын ЖОГОРКУ ОКУУ ЖАЙЛАРЫНДА ОКУТУЛУШУ: ПРОБЛЕМАЛАР, ИЗДЕНҮҮЛӨР ЖАНА ЧЕЧИМДЕР" аттуу Эл аралык илимий-практикалык конференциянын материалдары. Кыргыз-Кытай Институту (7-декабрь, 2012-ж.) — Бишкек: КНУ, 2012. — (465 с.) — С. 76-80. — URL: http://lib.knu.kg/files/2012/vestinik_specKKI.pdf
- Чоротегин Т. К. Кропотливый историк и политолог: Несколько слов о деятельности известного в Кыргызстане политолога и историка, доктора политических и исторических наук, профессора Аалыбека Акунова // Акунов Аалыбек. Кыргызстан в эпоху независимости (1991—2022): Книга II: Переход к рыночным отношениям в экономике — как спасательный круг в водовороте жизни. / Отв. ред. проф. Т. К. Чоротегин, — Бишкек: ИД «Калем», 2022. — 351стр, табл., фотографии, карты. — ISBN 978-9967-9-9. — С. 315—332.

На латинице (на разных языках)
- Tchoroev T. Chingiz Aitmatov's Lifelong Journey Toward Eternity :  [англ.] // Radio Free Europe / Radio Liberty. — 2008. — 12 December.
- Historiography of Post-Soviet Kyrgyzstan, in: International Journal for Middle East Studies, 2002, Vol. 34, p. 351—374 (USA); (2002 Cambridge Un-ty Press 0020-7438/02)
- Tchoroev T. Historiography of Post-Soviet Kyrgyzstan Архивная копия от 6 мая 2021 на Wayback Machine // Internat. J. Middle East Studies. — 2002. — Vol. 34, № 2. — P. 351—374 .
- The Kyrgyz Republic // The Turks (English language edition) / Ed. by Hasan Celal Güzel, C. Cem Oguz, and Osman Karatay Published by Yeni Tu"rkiye Research & Publishing Center. Ankara, 2002. Hard cover, 6 volumes, 6000 pages, ISBN 975-6782-55-2. (this chapter is in the 6th vol.). http://www.unesco.org/culture/asia/ Архивная копия от 12 мая 2017 на Wayback Machine
- The Kyrgyz Архивная копия от 10 августа 2013 на Wayback Machine // The History of Civilisations of Central Asia, Vol. 5, Development in contrast: from the sixteenth to the mid-nineteenth century / Ed. by Ch. Adle and Irfan Habib. Co-editor: Karl M. Baipakov. — UNESCO Publishing. Multiple History Series. Paris. 2003. — Chapter 4, p. 109—125. (ISBN 92-3-103876-1)
- Tchoroev T. Kyrgyz Political Circles Split On Manas Decision :  [англ.] // Radio Free Europe / Radio Liberty. — 2009. — 9 February.
- Kirgizistan’da Milli Bagimsizlik Icin Mucadele Tarihinden: (1916—1991) // Turk Yurdu, Eylul, No 85, Ankara, 1994. — S. 30-32.
- Mahmud Kaşgarinin «Divanının» orto kılımadarda cana cañı doordo maalım boluşu tuuraluu // Dil Dergisi. — Ankara. — 1995. — No 27. — S. 33-37. — (TÖMER).
- Kaşgarlı Mahmut // İpekyolu. — İstanbul. — 1995. — Eylül. — Sayı 21. — S. 62-64.
- Kaşgarlı Mahmut’un Divan’ı ve Manas Destanında Dogu Turklerinin Savaşları // Bozkırdan Bagımsızlıga Manas / Hazırlayan Prof. E. Gursoy-Naskalı. — Ankara: Turk Dil Kurumu, 1995. — S. 160—164.
- Neue Curricula und Lehrbücher zur Geschichte Kyrgyzstans // Berliner Osteuropa Info: Informationsdienst des Osteuropa-Instituts der Freien Universität Berlin. — Berlin, 1997. — Nr. 9 / Juli. — S. 23.
- The Early Stages of Kyrgyz Ethnicity and Statehood (201 BCE — 10th Century CE); in: International Journal of Eurasian Studies. — Beijing, 2019. — Vol. 9. Special Issue on the Study of Kirghiz History and Culture / Editors-in-Chief Yu Taishan and Li Jinxiu. p. 33-60.

## Награды и звания
- Премия Ленинского комсомола Ташкентской области Узбекистана в области науки (1989).
- Премия Союза молодёжи Кыргызстана в области науки (1992).
- Действительный член Международной академии имени Чингиза Айтматова (1994).
- Премия Общества историков Кыргызстана (1995).
- Значок «Отличник образования Кыргызской Республики» (2003).
- Медаль «Данк» (30 августа 2011).
- Международная премия по медиа Международной организации ТюркСОЙ (март 2013)[11].
- Орден «Манас» III степени (31.12.2016)[12].

## Комментарии
1. ↑  Имя «Тынчтыкбек» означает «мирный (тынчтык) владетель (бек)».
2. ↑  Как известно, местное академическое издание 1984 года по истории Кыргызстана исключило историю Киргизского каганата на Енисее из общего контекста истории киргизов из-за ложной политической и идеологической мотивации того времени.